# Szilágynyíres
Szilágynyíres (Ciuta), település Romániában, a Partiumban, Máramaros megyében.

## Fekvése
Szilágycsehtől északnyugatra fekvő település.

## Története
Szilágynyíres nevét 1424-ben említette először oklevél mint a Kusalyi Jakcsok birtokát és Kővár tartozékát.
1461-ben és 1475-ben Nyres, 1543-ban Kysnyres, 1733-ban Csuta, 1760–1762 között Szilágy Kis Nyires, 1808-ban Nyires (Kis-), Csute, 1888-ban Kis-Nyires (Csiuta), 1913-ban Szilágynyíres néven írták.
1461-ben Kusalyi Jakcs György Nyres román (Valachalis) birtokbeli részének elidegenítését tiltják a Kusalyi Jakcsok.
1555–1557-es években Nyires is a kincstár, azután Báthori György s neje Báthori Anna meg ezek fia kezére került.
Nyires Várad török kézre jutása után elpusztult.
1720-ban még csak puszta volt, de Hont vármegye küldöttei mégis a községek sorába vették, minthogy egy jobbágycsalád élt benne.
1797-ben a középszolnoki főbb és kisebb birtokosok és más személyek jegyzékében itt kisebb birtokosok: Nemes Erdődi Ferencz, Nemes Erdődi István maradékai, Nemes Erdődi Anna és Nemes Erdődi Mária; molnár: Papp Petre voltak.
1910-ben 410 lakosából 3 magyar, 406 román volt. Ebből 405 görögkatolikus volt.
A trianoni békeszerződés előtt Szilágy vármegye Szilágycsehi Járásához tartozott.

## Hivatkozások

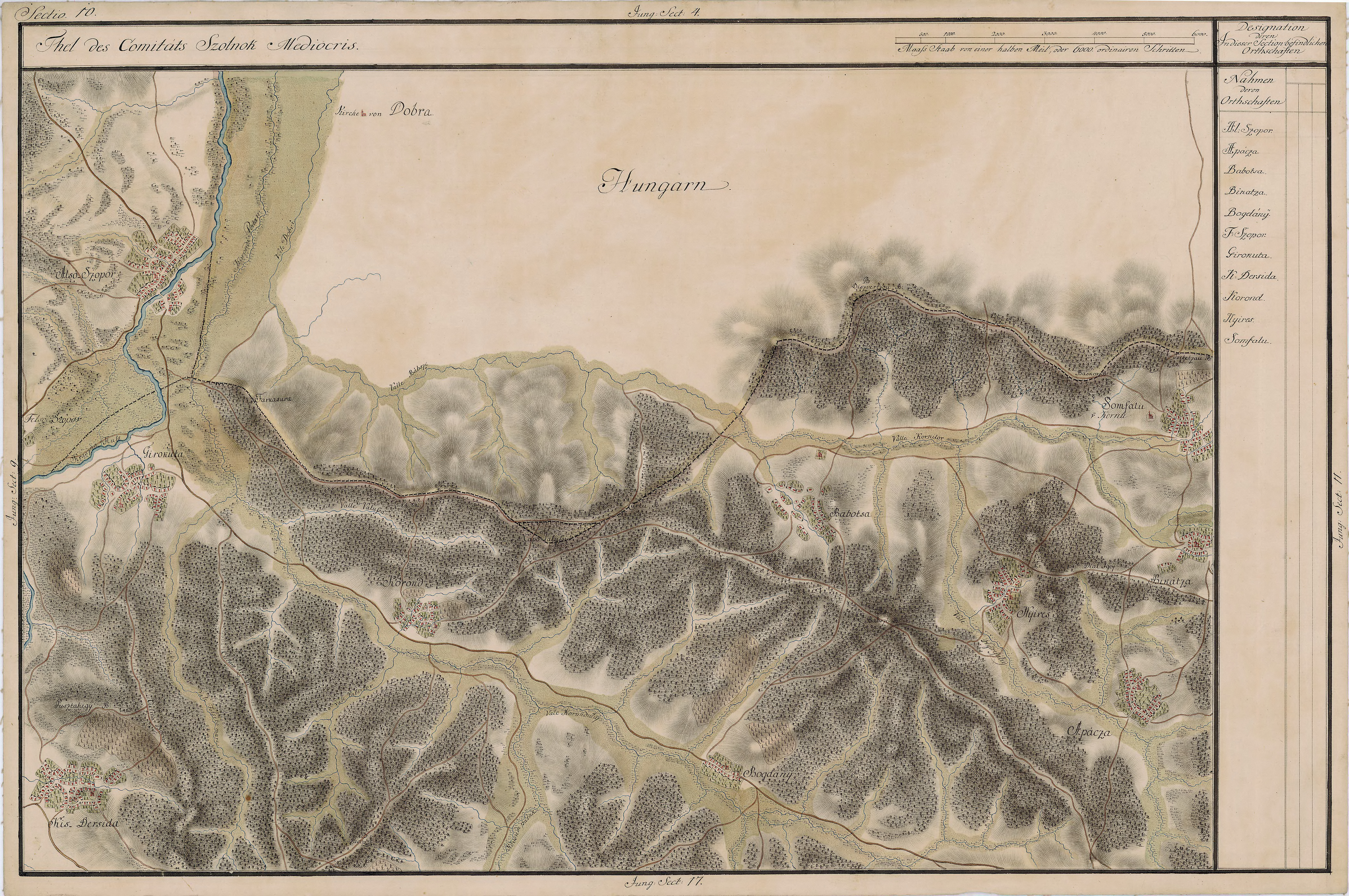
Szilágynyíres, Nyíres egy régi térképen

## Nevezetességek
- Görögkatolikus fatemploma